# Macrothemis tessellata
Macrothemis tessellata is een libellensoort uit de familie van de korenbouten (Libellulidae), onderorde echte libellen (Anisoptera).
De wetenschappelijke naam Macrothemis tessellata is voor het eerst geldig gepubliceerd in 1839 door Burmeister.